# Biskupi brneńscy

## Biskupi ordynariusze
- 1777–1786 Matthias Franz Chorinský von Ledska
- 1786–1799 Johann Baptist Lachenbauer
- 1799–1816 Vinzenz Joseph von Schrattenbach
- 1816–1831 Wenzel Urban von Stuffler
- 1831–1841 Franz Anton Gindl
- 1842–1870 Johann Anton Ernst von Schaffgotsche
- 1870–1882 Karl Nöttig
- 1882–1904 František Saleský Bauer
- 1904–1916 Pavel Huyn
- 1916–1926 Norbert Klein
- 1931–1941 Josef Kupka
  - sediswakancja 1941–1946
- 1946–1972 Karel Skoupý
  - sediswakancja 1972–1990 – administratorem był dziekan kapituły św. Piotra i Pawła w Brnie Ludvík Horký
- 1990–2022 Vojtěch Cikrle
- od 2022 – Pavel Konzbul

## Biskupi pomocniczy
- 1924–1931 Josef Kupka, biskup tytularny Adraa
- 1999–2013 Petr Esterka, biskup tytularny Cefala